# 난 지구 반대편 나라로 가버릴테야
난 지구 반대편 나라로 가버릴테야(영어: Alexander and the Terrible, Horrible, No Good, Very Bad Day)는 2014년 개봉한 미국의 가족 코미디 영화이다. 1972년에 발간 된 동명의 아동 도서를 원작으로 미구엘 아테타 감독이 연출하고 롭 리버가 각본에 참여했다. 이 영화에는 스티브 카렐, 제니퍼 가너, 에드 옥슨볼드, 딜런 미네트, 케리스 도시, 벨라 손이 출연한다. 2014년 10월 10일, 월트 디즈니 스튜디오스 모션 픽처스 배급으로 북미 전역에 개봉되었다.

## 배역
- 스티브 카렐 : 벤 쿠퍼 역[4]
- 제니퍼 가너 : 켈리 쿠퍼 역[4]
- 에드 옥슨볼드 : 알렉산더 쿠퍼 역
- 딜런 미네트 : 앤서니 쿠퍼 역[5]
- 케리스 도시 : 에밀리 쿠퍼 역[5]
- 엘리즈/조이 바르가스 : 트레버 쿠퍼 역
- 시드니 풀머 : 레베카 "벡키" 깁슨 역
- 벨라 손 : 실리어 역[4]
- 메간 멀러리 : 니나 역
- 토니 트럭스 : 스테프 역
- 도날드 글로버 : 그렉 역[6]
- 조엘 존스톤 : 로건 역
- 제니퍼 쿨리지 : Ms. 석스 역
- 사만다 로건 : 히더 역[6]
- 메카이 카티스 : 폴 역
- 링컨 멜처 : 필립 파커 역
- 메리 마우저 : 오드리 깁슨 역
- 리스 하트위그 : 엘리엇 깁슨 역
- 마샤 해킷 : Mrs. 깁슨 역
- 번 고먼 : Mr. 브랜드 역